# 隐蔽类游戏
隐蔽类游戏（英語：Stealth game），或者称潜行类游戏，指以隐藏和躲藏为主题的电子游戏類型，這類遊戲鼓勵玩家以隱藏、潛行、偽裝等方式來欺瞞、躲避對手，在不被對手發現的情況下完成指定目標，雖然有些遊戲也允許玩家與對手正面對決，但如果以潛行進行遊戲會獲得較多獎勵。此類遊戲通常以軍事、間諜、反恐為題材，主角通常是特種部隊、警察、忍者、盜賊或刺客。比较著名的有《潛龍諜影》系列、天诛系列、《汤姆·克兰西之縱橫諜海》系列、《神偷》系列和《德军总部》系列。著名的该类游戏还有《刺客信条》及《刺客任務系列》等。 

潛龍諜影系列中的「孤子雷達」。玩家可以從雷達了解敵人的位置和視野，以便提前規劃路徑。